# صيغة تركيب
المركبات الكلاسيكية والمركبات الكلاسيكية الحديثة هي كلمات مركبة من عناصر مشتقة من جذور لاتينية كلاسيكية أو يونانية قديمة. وتكون هذه العناصر إما زوائد أو أصول.
صيغة التركيب هي الصيغة التي تصاغ عليها الكلمة لتركيبها بكلمة أخرى. تصاغ صيغ التركيب في أكثر اللغات بحذف النهايات (نحو التنوين في العربية، وأن ‎-ον في الإغريقية وأم ‎-um في الرومية).

## العربية والمركبات الكلاسيكية

### نقلها إلى العربية
في المركبات الكلاسيكية وما شاكلها من المركبات، يكون المضاف إليه سابقا للمضاف بخلاف العربية، وكذلك يكون النعت سابقا للمنعوت تابعا له لا لاحقا به. ففي قولهم بيولوجيا، بيو تعني الحياة ولوجيا العلم، غير أن معناهما مجتمعتين هو علم الحياة أو علم الأحياء كما نقل إلى العربية. هذا ما يسترعي الانتباه عن نقل مركبات النعوت والأنساب، من قبيل «أفروآسيوي» فالصواب آسيوي أفريقي. هذا إذا كان ركنا التركيب اسمين، إما إن كان أولها حرف معنى، كألفا السلب، فيحفظ الترتيب عند النقل، فيقال فقد الشهية للأنوركسيا وهذه مركبة من حرف ألفا السلب (زيدت له «نون وقاية» لئلا يلتقي مصوتان) ومن أوركسيا أي الشهية.

### نسخها إلى العربية
قد لا تنقل المركبات الكلاسيكية إلى العربية وإنما تنسخ وتعرب عندما توجد صعوبة في تفكيك مفرداتها وإعادة صوغها قد تقود إلى إطالتها وكثرة ألفاظها. مثال ذلك قولهم جغرافية بتعريب جيوغرافيا أي علم الأرض.